# Miss Earth México 2011
Miss Earth México 2011 fue la 5.ª edición del certamen Miss Earth México la cual se realizó en el Centro de Convenciones de la ciudad de Chetumal, Quintana Roo el sábado 17 de septiembre de 2011. Treinta y dos candidatas de toda la República Mexicana compitieron por el título nacional, el cual fue ganado por Casandra Becerra del Distrito Federal quien compitió en Miss Tierra 2011 en Filipinas logrando colocarse dentro del Top 8. Becerra fue coronada por la Miss Earth México saliente Claudia Mollinedo, convirtiéndose en la primera capitalina en ir a Miss Tierra.
En 2012 la organización nacional designó a Casandra Becerra como la representante del país rumbo a Miss Exclusive of the World 2012 en Turquía, logrando coronarse como la primera mexicana en obtener dicho título de belleza.

## Resultados
| Posición               | Candidata |
| Miss Earth México 2011 | - Distrito Federal - Casandra Becerra |
| Miss Earth Air 2011    | - Tabasco - Yusihey Vidal |
| Miss Earth Water 2011  | - Oaxaca - Alejandra Sandoval |
| Miss Earth Fire 2011   | - Sinaloa - Ivonne Beltrán |
| Top 8                  | - Baja California Sur - Rocío Castro - Jalisco - Verónica García - Nayarit - Priscila Zarate - Veracruz - Nayeli García |
| Top 17                 | - Chihuahua - Ana Karen Navar - Coahuila - Edni Basso - Guanajuato - Lourdes Aranda - Guerrero - Adriana Cuevas - Puebla - María Nava - Quintana Roo - Ivana Saldívar - Tamaulipas - Iraim Hernández - Tlaxcala - Jennifer Soto - Zacatecas - Roxana Reyes |

## Áreas de competencia

### Final
La gala final fue realizada desde el Centro de Convenciones de la ciudad de Chetumal, Quintana Roo el sábado 17 de septiembre de 2011.
El grupo de 17 semifinalistas se dio a conocer durante la competencia final: todas ellas seleccionadas por un jurado preliminar, donde eligieron a las concursantes que más destacaron en las tres áreas de competencia durante la etapa preliminar.
- Las 17 semifinalistas desfilaron en una nueva ronda en traje de baño y traje de noche, además de contestar preguntas que fueron enviadas por el público usuario, a través del correo electrónico oficial de Miss Earth México, donde salieron de la competencia 8 de ellas.
- Las 8 finalistas contestaron lo que piensan sobre diversos #Hashtag previamente seleccionados, esta respuesta fue contra reloj pues tenían 20 segundos para contestar, procurando ser lo más exactas y claras posibles. De esta manera el panel de jueces consideró la impresión general que dejó cada una de las finalistas para votar y definir a las ganadoras de los 4 elementos.

#### Jurado
Ellos fueron los mismos jueces en la competencia semifinal y en la competencia final.
- Cristian Aparicio - Matador de toros
- Abigail Elizalde - Miss Earth México 2008 y Miss Earth-Water 2008
- Eduardo Hernández - Cirujano plástico
- Cinthia Velarde - Directora general de BCIRE
- Irma Cebada – Coordinadora Nacional de Franquicias Internacionales de Miss Earth Méxio
- Héctor Carrillo - Comentarista
- Ana María Alvarado - Conductora de televisión
- Isabel Tenorio - Elite de Quintana Roo
- Francisco Moreno Merino - Diputado Federal y presidente de la Comisión del Cambio Climático del Congreso de la Unión
- Ana Zelaya - Asesora de imagen y coordinadora de moda
- Juan Abad - Nutriólogo
- Lizbeth Trujillo - Promotora turística cultural
- Fernanda Casanova - Miss Earth México 2007

### Premios Especiales
| Premio                   | Candidata                             |
| Miss Amistad             | - Hidalgo - Michelle Ramón            |
| Miss Fotogénica          | - Sinaloa - Ivonne Beltrán            |
| Miss Internet            | - Michoacán - Guadalupe Hernández     |
| Miss Elegancia           | - Distrito Federal - Casandra Becerra |
| Mejor Figura             | - Sinaloa - Ivonne Beltrán            |
| Mejor Cabellera          | - Colima - Jackeline Jiménez          |
| Mejor Traje Típico       | - Yucatán - Jessica Martínez          |
| Mejor Proyecto Ecológico | - Veracruz - Nayeli Cabrián           |

## Candidatas
| Estado              | Candidata                         | Edad | Estatura |
| Aguascalientes      | Iris Alethia Guzmán Ceja          | 23   | 1.74     |
| Baja California     | Liliana Aguilar Ramírez           | 18   | 1.70     |
| Baja California Sur | Rocío Verdugo Castro              | 20   | 1.82     |
| Campeche            | Samantha Rosado Figueroa          | 18   | 1.71     |
| Chiapas             | Johanna Moreno de los Santos      | 21   | 1.80     |
| Chihuahua           | Ana Karen Navar Guerra            | 21   | 1.77     |
| Coahuila            | Edni Basso Rentería               | 21   | 1.70     |
| Colima              | Jackeline Jiménez García          | 21   | 1.76     |
| Distrito Federal    | Casandra Ananké Becerra Vázquez   | 23   | 1.77     |
| Durango             | Sandra Mora Ceballos              | 19   | 1.69     |
| Estado de México    | Yadira Guadalupe Zamora Cásares   | 22   | 1.74     |
| Guanajuato          | Lourdes Aranda Cacheaux           | 23   | 1.77     |
| Guerrero            | Adriana Cuevas Gallardo           | 23   | 1.70     |
| Hidalgo             | Michelle Ramón Abarca             | 23   | 1.74     |
| Jalisco             | Verónica García Márquez           | 21   | 1.78     |
| Michoacán           | Guadalupe Hernández Bermúdez      | 23   | 1.70     |
| Morelos             | Cipactli Serrato Zapata           | 24   | 1.76     |
| Nayarit             | Ana Priscila Zárate Cortés        | 19   | 1.70     |
| Nuevo León          | Lesly García Peña                 | 18   | 1.72     |
| Oaxaca              | Alejandra Sandoval Villaseñor     | 20   | 1.77     |
| Puebla              | María Nava Ramírez                | 18   | 1.77     |
| Querétaro           | Dulce Olivia Arbizu Salce         | 20   | 1.78     |
| Quintana Roo        | Ivana Saldívar Pérez              | 19   | 1.76     |
| San Luis Potosí     | Ruth Rodríguez Guerrero           | 18   | 1.76     |
| Sinaloa             | Ivonne Beltrán Medina             | 18   | 1.73     |
| Sonora              | Pamela Castro Castro              | 20   | 1.76     |
| Tabasco             | Yussihey Litzahally Vidal Celorio | 23   | 1.65     |
| Tamaulipas          | Iriam Hernández López             | 22   | 1.71     |
| Tlaxcala            | Jennifer Soto Sánchez             | 19   | 1.72     |
| Veracruz            | Nayeli Cebrián García             | 22   | 1.76     |
| Yucatán             | Jessica Martínez Vadillo          | 22   | 1.74     |
| Zacatecas           | Roxana Reyes Herrera              | 19   | 1.78     |

## Crossovers
| Miss Tierra - 2011: Distrito Federal - Casandra Becerra (Top 8) Miss Exclusive of the World - 2012: Distrito Federal - Casandra Becerra (Ganadora) Miss Tourism International - 2015: Sinaloa - Ivonne Beltrán (No Compitió) Miss Continentes Unidos - 2017: Zacatecas - Roxana Reyes (2.ª Finalista) - 2014: Colima - Jackeline Jiménez Nuestra Belleza México - 2010: Nayarit - Priscila Zárate Miss México - 2016: Tabasco - Yussihey Vidal - 2016: Zacatecas - Roxana Reyes (Top 10) Reina Turismo México - 2010: Morelos - Cipactli Serrato - Representando al Distrito Federal Mexico's Next Top Model - 2014: Zacatecas - Roxana Reyes (3.ª Finalista) Nuestra Belleza Jalisco - 2012: Colima - Jackeline Jiménez - 2010: Distrito Federal - Casandra Becerra - 2009: Distrito Federal - Casandra Becerra | Nuestra Belleza Nayarit - 2010: Nayarit - Priscila Zárate (Ganadora) Nuestra Belleza Oaxaca - 2009: Oaxaca - Alejandra Sandoval Nuestra Belleza Sinaloa - 2015: Sinaloa - Ivonne Beltrán Nuestra Belleza Zacatecas - 2012: Zacatecas - Roxana Reyes (1.ª Finalista) Miss Tabasco - 2016: Tabasco - Yussihey Vidal (Designada) Miss Zacatecas - 2016: Zacatecas - Roxana Reyes (Designada) Flor Tabasco - 2013: Tabasco - Yussihey Vidal (Ganadora) Reina Turismo Distrito Federal - 2010: Morelos - Cipactli Serrato (Ganadora) Señorita Turismo Región de los Altos - 2010: Jalisco - Verónica García (Top 5) Señorita San Julián - 2010: Jalisco - Verónica García (Ganadora) |